# Ајс Нигрутин
Владан Аксентијевић (Београд, 12. август 1977), познатији као Ајс Нигрутин или Ајзак, српски је хип-хоп музичар. Члан је групе Бед копи. Каријеру је започео као Ајс Нига Дез, и под тим именом је 1996. с Мики Бојем снимио први албум групе Бед копи Орбод мебеј.

## Биографија
Током детињства се дружио са Тимбетом и Мики Бојем, који су ишли заједно у исту школу, али су били у различитим одељењима. После завршене основне школе је уписао техничку школу. Приликом уласка у кућу Великог брата је у најави рекао да ништа тамо конкретно није научио, пошто је само доносио радницима пиво, а једном приликом је учествовао и у крађи школских микроскопа. У средњој школи је почео да прави једну од својих гримаса, која му је постала и заштитни знак.
После средње је служио војни рок у Београду, али по Тимбетовим речима је доста хватао кривине, па су га и он и Мики Бој посећивали на Војно-медицинском центру на Карабурми.

## Каријера

### Први албум Бед копија
Његов отац је са једног пута у САД донео грамофон и плоче, и тада је Ајс хтео да буде DJ. И пре одласка у војску је са Тимбетом и Мики Бојем снимао неке демо песме на VHS касети. После одслужења војног рока је 1996. заједно са Мики Бојем снимио песму Домаћине забаци, која је била прва на албуму Орбод мебеј. На том албуму је он користио име Ајс Нига Дез, а у песми Bad Copy ride је Тимбе учестовао као гостујући уметник под именом Ол форти. Ајс и Мики су групу назвали Bad Copy пошто су певали текстове преко матрица са америчких реп песама. Тимбе је рекао да је то рађено због тога што у то су у то време оригиналне матрице могли да направе једино неки старији рокери, а и да је то звучало лоше. Домаћине забаци је конкретно снимана преко Gangsters' Paradise коју у оригиналу изводи Coolio. Мики Бој је 14. децембра 1998. године отишао у Плав да би одслужио војни рок, током којег га је затекло и НАТО бомбардовање СРЈ 1999. Под неразјашњеним околностима је страдао 15. априла 1999, након чега се Бед копи распада. Званични разлог његове смрти је био самоубиство, међутим његова породица сумња у то пошто је једна пријатељица његове мајке пре тог саопштења видела његову умрлицу, и обавестила је његову мајку да ће јој сигурно саопштити да је он себи одузео живот како се не би прочуло да војска страда.

### Нигрутински речено - штрокави мозак(2002)
Први соло албум под називом Нигрутински речено — Штрокави мозак је објавио 2002. Заједно са скитовима и интром има 18 песама, док су спотови снимљени за "Тако се испоставило" и "Свашта с тобом Ајзаче". Његова песма "Тако се испоставило" спада у прве српске видео снимке на Јутјубу у свим категоријама, пошто је објављена 10. децембра 2005. Оба спота је одрадио Ђолођоло из Београдског синдиката. За песму "Свашта с тобом Ајзаче" је одрадио и ушикани ремикс. На песми "Кило грања лешим" је као гостујући уметник учествовао и Еуфрат.
Током тог периода је са Еуфратом избацио и два сингла уз спотове: "Street Rap's", и "Више кила грања".

### Обнова Бед Копија (2003)
Са Тимбетом се током каријере и даље дружио, и често су посећивали хип-хоп журке. На једној од њих су током 1998/99 упознали Ђорђа Миљеновића, који је и сам био део реп групе Јумба департмент где су била и његова два друга са Дорћола. Обе групе су имале песме у сличном стилу, односно сматрале су да хип-хоп не мора обавезно да буде у гангстерском фазону, а Миљеновић је у тој групи наступао као Скајвокер. Нигрутин му је на то у шали рекао да он није Скајвокер, него Скај Виклер, и под тим именом је Миљеновић и ушао у Бед копи, а задржао је то име и на каснијим соло пројектима.
Пре албума Све сами хедови су током 2002 за Bassivity требали да сниме албум, али се њихова сарадња прекинула. Песме које су снимљене у том периоду нису званично објављене, али су завршиле на интернету. Први албум од поновног обнављања групе, Све сами хедови, објављен је 2003. године. На њиховом првом концерту 2003. у СКЦ-у су уз песму Сарма спремна на бини јели сарме за столом, а делили су их и публици.
Током овог периода је 4. децембра 2004. одржан и велики концерт у СКЦ-у, у коме су наступали са Прти Бее Гее-ом, Blind Business, Who See клапом, и другима. Свој део концерта су Скај, Ајс и Тимбе отворили обучени у велике костиме џоинта. Поред песама са новог албума, изводили су и неке песме са Нигрутиновог албума из 2002, а касније су заједно са Прти Бее Геом изводили и песме са албума Све саме барабе.
Наступали су и у Нишу током тог периода. Два пута су у биоскопу на Чегру били предгрупа Београдском синдикату, а 26. новембра 2004. су код Медицинског факултета наступали без Скај Виклера. У интервјуу за локалну нишку ТВ Банкер пред концерт је Ајс Нигрутин рекао да су до тада њихови концерти у Нишу били солидно посећени, али да је већина ишла на Београдски синдикат. Додао је и да су њихови спотови углавном били пуштани на београдским ТВ станицама, попут ТВ Метрополис, Студио Б, и Б92, а да су су планирали да нешто однесу и на ТВ Палма.

### Други албумШтрокави пазух(2005)
Свој други соло албум Штрокави пазух је објавио 2005. године. Пре изласка албума је дао кратак интервју за "Глас јавности", у коме је рекао да ће албум имати 15 песама, а да снима спот за Спејс Нигрутин. Додао је и да је снимио песму о Дејвиду Бекаму након што је видео одушевљење новинарки и жена које је настало када је он дошао у Београд. Није наведено који је то тачно био догађај, али вероватно је то било у утакмици групног дела Лиге шампиона 2003/05. у групи Ф, када је Реал Мадрид гостовао Партизану у Београду. Снимљено је шест спотова, и то за песме: Спејс Нигрутин, Индо граса, 3000 евра, Остругале пете, Флип мали, и Оклагија.
На песми Остругале пете је као гостујући уметник учествовао Скај Виклер, док је у споту за исту песму био и Тимбе, али није имао свој део текста. У песми Новитети старих дрогераша су учествовали Микри Маус и Еуфрат из Прти Бее Гее, а на песми Сквош су били Тимбе и Еуфрат.

## Остало
У песмама Ајс Нигрутина често се појављују гости (Москри, Микри Маус, Menthol man, Еуфрат Курајбер, Бвана, Едо Маајка). Такође, Ајс Нигрутин гостује у њиховим песмама. Био је члан 43зла и Мононуклеозних рођака, а тренутно је члан Бед копија.
Број 43 се често помиње у песмама, чак и у наслову албума. Неки пут се у текстовима или у интервјуима заједно појављују и бројке 43 и 23. Оне нису повезане са магијом и празноверјем већ са чињеницом да је Ајс из Котежа, а да одатле ка центру града вози градска линија 43. Када он и Тимбе крену код Скај Виклера, онда са аутобуса 43 преседају на 23.
Учествовао је у другом ВИП серијалу Велики брат, марта 2008. године.

## Контроверзе
У Нигрутиновим песмама често има и вулгарности; пример су Кинези травестити из његовог раног периода, а за које говори да смрде, једу говна и сл. те их оптужује због недовољне мушкости, псује и тера да се врате у Кину... Поводом ове песме, Аксентијевић је изјавио да „не треба томе давати толики значај; да смо се само Ментол мен и ја мало зајебавали; нисам расиста”.

## Занимљивости
- Његова песма Тако се испоставило спада у прве српске видео снимке на Јутјубу у свим категоријама, пошто је објављена 10. децембра 2005.[6] Овај податак се појавио у седмом питању игре Ко зна зна на ТВ квизу Слагалица од 28. фебруара 2022.[28]

## Дискографија
Са групом Бед копи
- Орбод мебеј (1996)
- Све сами хедови (2003)
- Најгори до сада (2006)
- Кригле (2013)

Са групом 43zla
- Све саме барабе (2004)

Са супергрупом Мононуклеозни рођаци
- Приче из хибернације (2011)

Са репером Бвана
- Фујзнем џигили (2009)

Соло
- Штрокави мозак (2002)
- Штрокави пазух (2005)
- Кајмак и катран (2008)
- Акупунктура говнета (2015)
- Ти си Ајс Нигрутин (2024)

Са Смоке Мардељаном
- Кад говеда утихну (2022)

## Породица
Живи у Суботици са супругом Јулијом, стоматологом. Имају две кћерке.